# Stava missionshus
Stava missionshus är en kyrkobyggnad i Ödeshög. Missionshuset tillhör Stava missionsförsamling som är ansluten till Svenska Alliansmissionen.

## Instrument
I kyrkan finns ett piano.